# ویکتور دمینکو
ویکتور دمینکو (روسی: Виктор Леонидович Демьяненко؛ زادهٔ ۲۶ اوت ۱۹۵۸) بوکسور اهل قزاقستان است.